# I Congreso del PSOE

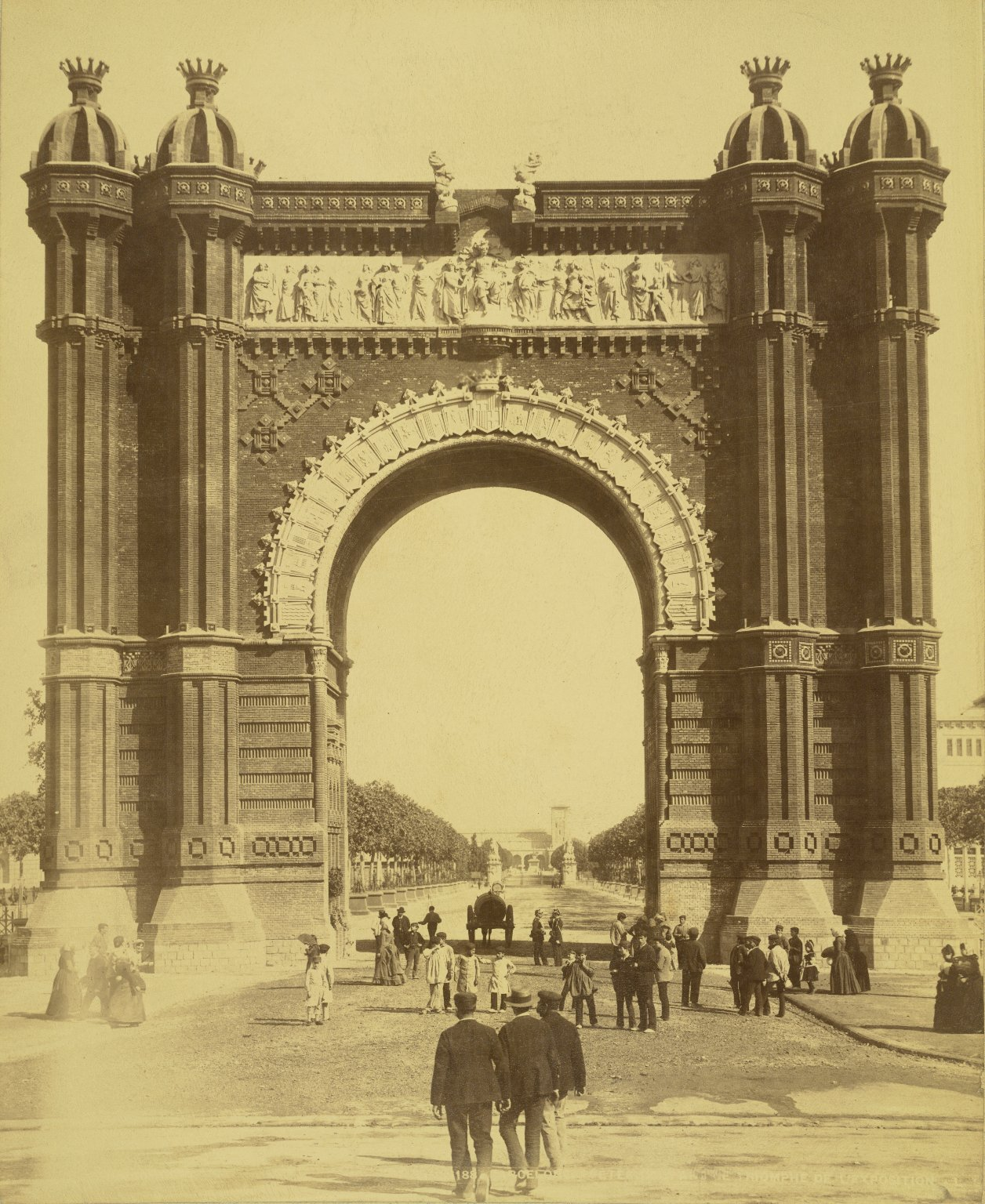
Arco del Triunfo que daba entrada al recinto de la Exposición Universal de Barcelona (1888), que coincidió con la celebración del Congreso.

El I Congreso del PSOE se celebró en Barcelona (España) entre el 23 y el 25 de agosto de 1888, durante la Regencia de María Cristina de Habsburgo, nueve días después de celebrarse el Congreso Obrero de Barcelona de 1888 en el que se fundó la Unión General de Trabajadores vinculada al Partido Socialista Obrero fundado en Madrid en 1879. De esta forma se planteó «por primera vez en la historia de España, la definición neta y distinta entre partido de la clase obrera (que aspira al ejercicio del poder) y organización de resistencia o sindicato, orientado a defender los intereses de todos los trabajadores en sus relaciones de producción (con los patronos o empresas) y, en general, de sus condiciones de vida».

## Orígenes del socialismo en España
El socialismo fue introducido en España a partir de 1849, con la creación del Partido Demócrata, de corte progresista y cercano a los principios socialistas. Sin embargo, el socialismo marxista no apareció en España hasta la celebración de la I Internacional (1864). Entonces se produjo en las Cortes españolas un fuerte debate sobre si se legalizaba o no la Internacional en España. Finalmente fue ilegalizada, pero se extendió entre la clase trabajadora española las ideas marxistas y también las anarquistas, a pesar de la clandestinidad y de la disolución de la I Internacional.

## Antecedentes
El grupo marxista madrileño expulsado de la Federación Regional Española de la AIT en junio de 1872 y que al mes siguiente constituyó la efímera Nueva Federación Madrileña, en mayo de 1879 fundó el Partido Socialista Obrero. Durante el período de clandestinidad iniciado en enero de 1874 cuando se decretó la prohibición de la Primera Internacional en España había utilizado como cobertura legal la Asociación del Arte de Imprimir.

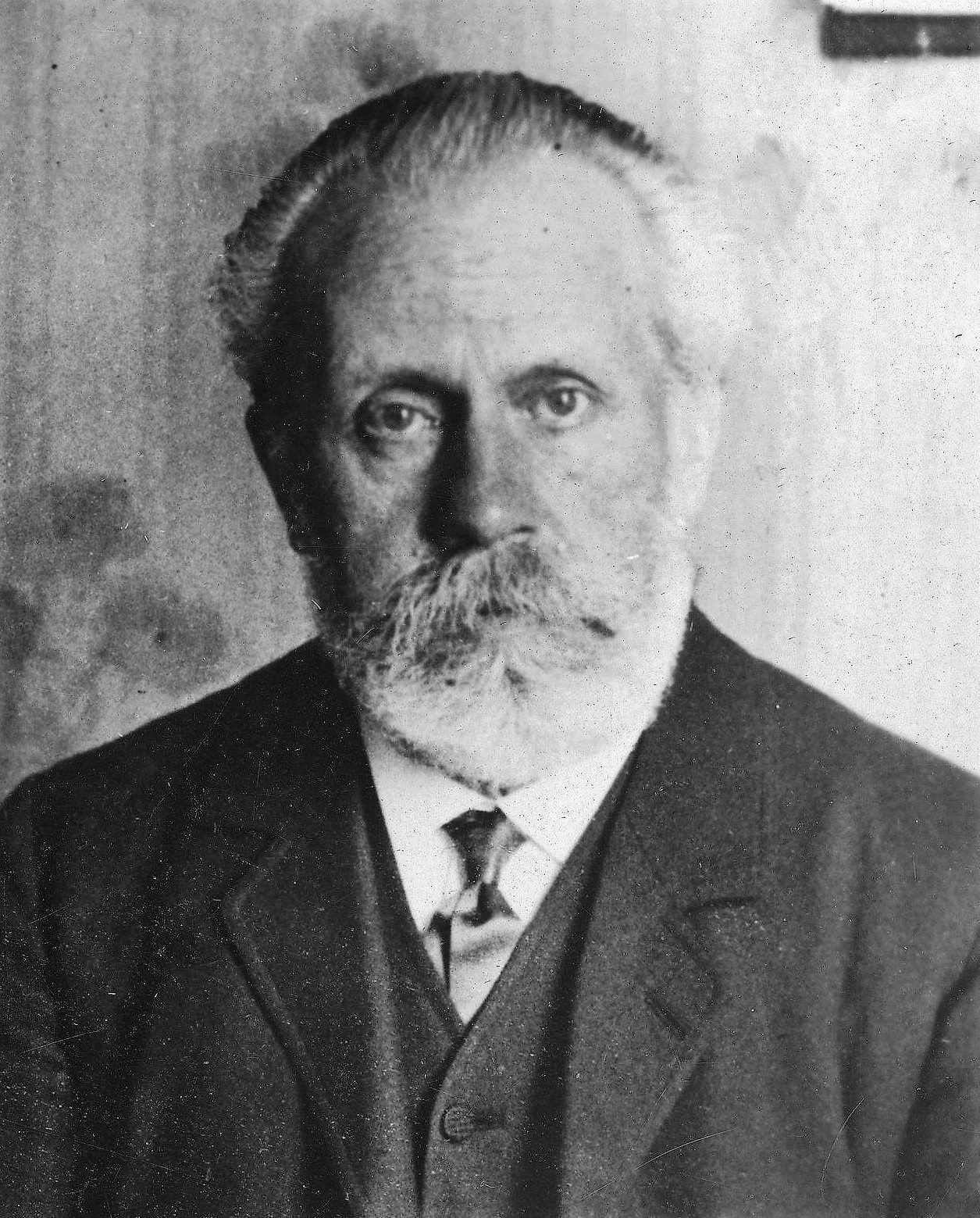
Pablo Iglesias, primer presidente del Partido Socialista Obrero.

El 20 de julio de 1879 se celebró la primera asamblea del nuevo partido en una taberna de la calle Visitación —a la que asistieron 21 personas— en la que se eligió a la primera Comisión Ejecutiva del partido —Pablo Iglesias, secretario; Inocente Calleja, tesorero; Alejandro Ocina, contador; y Alejandro Calderón y Gonzalo Zubiarre, vocales— y se aprobó el «Manifiesto y Programa», «hasta tanto un congreso obrero» lo «ratificase o enmendase». En este documento se decía:

[…] El Partido Democrático Socialista Obrero Español declara que su aspiración es: la abolición de las clases, o sea la emancipación completa de los trabajadores; la transformación de la propiedad individual en propiedad social o de la sociedad entera; la posesión del Poder político por la clase trabajadora.

El primer grupo del partido que se creó fuera de Madrid fue el de Guadalajara y el siguiente el de Barcelona gracias al viaje del tipógrafo Toribio Reoyo que contactó con Josep Pàmias, director de El Obrero, y con miembros del movimiento «societario». El grupo de Barcelona decidió editar clandestinamente el Manifiesto y Programa aprobado el 20 de julio pero introdujo algunas modificaciones como «La constitución de la sociedad sobre la base de la federación económica, de la organización científica del trabajo y de la enseñanza integral para todos los individuos de ambos sexos», y precisó más los objetivos políticos inmediatos como la consecución del sufragio universal. Más tarde surgieron otros dos núcleos del partido en Valencia y en San Martín de Provensals.
En 1882 el grupo de Barcelona encabezado por Pàmias celebró un Congreso Obrero en el que estuvieron representadas 88 entidades obreras y en el que se decidió aconsejar a los trabajadores que ingresasen en el recién creado Partido Democrático Socialista Obrero.
En 1883 el partido decidió aprovechar la oportunidad que le brindaba la recién creada Comisión de Reformas Sociales y presentó el «Informe escrito de la Agrupación Socialista Madrileña», obra de Jaime Vera, que Manuel Tuñón de Lara considera «el documento teórico más importante del marxismo español del siglo XIX». Por su parte Pablo Iglesias redactó el informe de la Asociación del Arte de Imprimir y fue el portavoz de la agrupación madrileña cuando se presentó ante la Comisión —también intervinieron Antonio García Quejido y Facundo Perezagua—.
A principios de 1885 se produjo la primera crisis en el seno del partido a causa de las discrepancias que surgieron entre Pablo Iglesias, de un lado, y Jaime Vera y Francisco Mora Méndez, de otro, durante el debate de las bases que debían orientar el periódico que se había decidido fundar para difundir las ideas socialistas y reforzar la organización. Vera defendía que los republicanos federales eran potenciales aliados de los socialistas, mientras que Pablo Iglesias se oponía a cualquier pacto con los partidos «burgueses». Antonio García Quejido intentó mediar pero la postura de Iglesias se impuso y Vera y Mora abandonaron la militancia activa durante cuatro y quince años, respectivamente. Finalmente en la base cuarta se aprobó que el periódico tenía que «combatir a todos los partidos burgueses y especialmente las doctrinas de los avanzados, si bien haciendo constar que entre las formas de Gobierno republicana y monárquica, El Socialista prefiere siempre la primera». El primer número del periódico, con el nombre de El Socialista, salió a la calle el 12 de marzo de 1886. El Consejo de Redacción estuvo formado por seis miembros pero el peso de la publicación lo llevaron Pablo Iglesias y Gómez Latorre. Desde París José Mesa envió muchas colaboraciones y traducciones.
A mediados de 1887 el Centro Obrero de Mataró propuso al Centro Obrero de Barcelona la celebración de un Congreso Obrero para el año siguiente, coincidiendo con la Exposición Universal de Barcelona (1888), retomando así el proyecto de crear una organización a nivel estatal ya planteado en la reunión de 1882. El Centro de Barcelona aceptó la idea y publicó la convocatoria en septiembre. Antonio García Quejido, que se encontraba en Barcelona, transmitió la propuesta al grupo socialista de Madrid que no sólo la apoyó sino que decidió aprovechar la ocasión para celebrar inmediatamente después el I Congreso del Partido Socialista Obrero constituido en 1879.

## El Congreso
El Congreso comenzó el 23 de agosto de 1888, nueve días después de la clausura del Congreso Obrero de Barcelona de 1888 en el que se fundó la Unión General de Trabajadores. Asistieron 18 delegados, todos ellos obreros manuales, en representación de 20 agrupaciones del partido: 13 de Cataluña, más la de Madrid, Guadalajara, Valencia, Játiva, Linares, Málaga y Bilbao, esta última fundada en 1886 por Facundo Perezagua.
En el Congreso se aprobó el programa del partido, en el que, según Manuel Tuñón de Lara «están todavía presentes ciertos elementos utópicos; la "federación económica" se asemeja más a un residuo proudhoniano que a una interpretación de la tesis de Engels sobre la etapa superior de desaparición del Estado; el derecho al "producto íntegro del trabajo" es igualmente una formulación premarxista que no tiene en cuenta la necesidad de reproducir y ampliar los instrumentos de producción. En cuanto al "eticismo" de "honrados e inteligentes" ¿cómo no ver en él una continuación del espíritu de la Constitución de Cádiz cuyo artículo 6º prescribía a los españoles "ser justos y benéficos"».
En el Congreso se debatió la relación con los partidos «burgueses» imponiéndose de nuevo la tesis de Pablo Iglesias de mantener una «guerra constante y ruda» con ellos independientemente de la orientación política que tuvieran. También se habló de las huelgas, acordándose que «el P.S.O. fomentará cuanto le sea posible el movimiento de resistencia, y apoyará con todas sus fuerzas las batallas que libren con los patronos las organizaciones obreras», en referencia a la recién fundada Unión General de Trabajadores.
En cuanto a la organización del partido se decidió que estuviera formado por agrupaciones locales y en la cúspide por un Comité Nacional que sería nombrado por la Agrupación Socialista Madrileña (potestad que mantuvo hasta 1915, aunque su presidente fue elegido en los congresos a partir de 1894). Asimismo se decidió enviar un delegado a París donde se iba celebrar un Congreso obrero del que nacería la Segunda Internacional.
La Agrupación de Madrid nombró el siguiente Comité Nacional: Pablo Iglesias, presidente; Francisco Diego, secretario; Francisco Carrero, tesorero; y Mariano Rodríguez y Antonio Atienza, vocales.
El congreso se clausuró el 25 de agosto y los congresos siguientes se celebraron en Bilbao (1890), Valencia (1892) y Madrid (1894 y 1899).